# Sojuz TMA-13M
Sojuz TMA-13M – misja statku Sojuz do Międzynarodowej Stacji Kosmicznej, której celem było dostarczenie załogi biorącej udział w 40. i 41. ekspedycji i sprowadzenie jej z powrotem.
Start nastąpił 28 maja 2014 z platformy 1/5 kosmodromu Bajkonur, a cumowanie do modułu Rasswiet (MRM 1) Międzynarodowej Stacji Kosmicznej 29 maja. Przycumowana kapsuła odcumowała od stacji z tą samą załogą 10 listopada, a lądowanie nastąpiło tego samego dnia.
Oprócz załogi dostarczono cargo, m.in. użyte do eksperymentów na stacji.

## Załoga

### Podstawowa
- Maksim Surajew (2) – dowódca (Rosja, Roskosmos)
- Alexander Gerst (1) – inżynier pokładowy (Niemcy, ESA)
- Gregory Wiseman (1) – inżynier pokładowy (USA, NASA)

### Rezerwowa
- Anton Szkaplerow (2) – dowódca (Rosja, Roskosmos)
- Samantha Cristoforetti (1) – inżynier pokładowy (Włochy, ESA)
- Terry Virts (2) – inżynier pokładowy (USA, NASA)

## Galeria

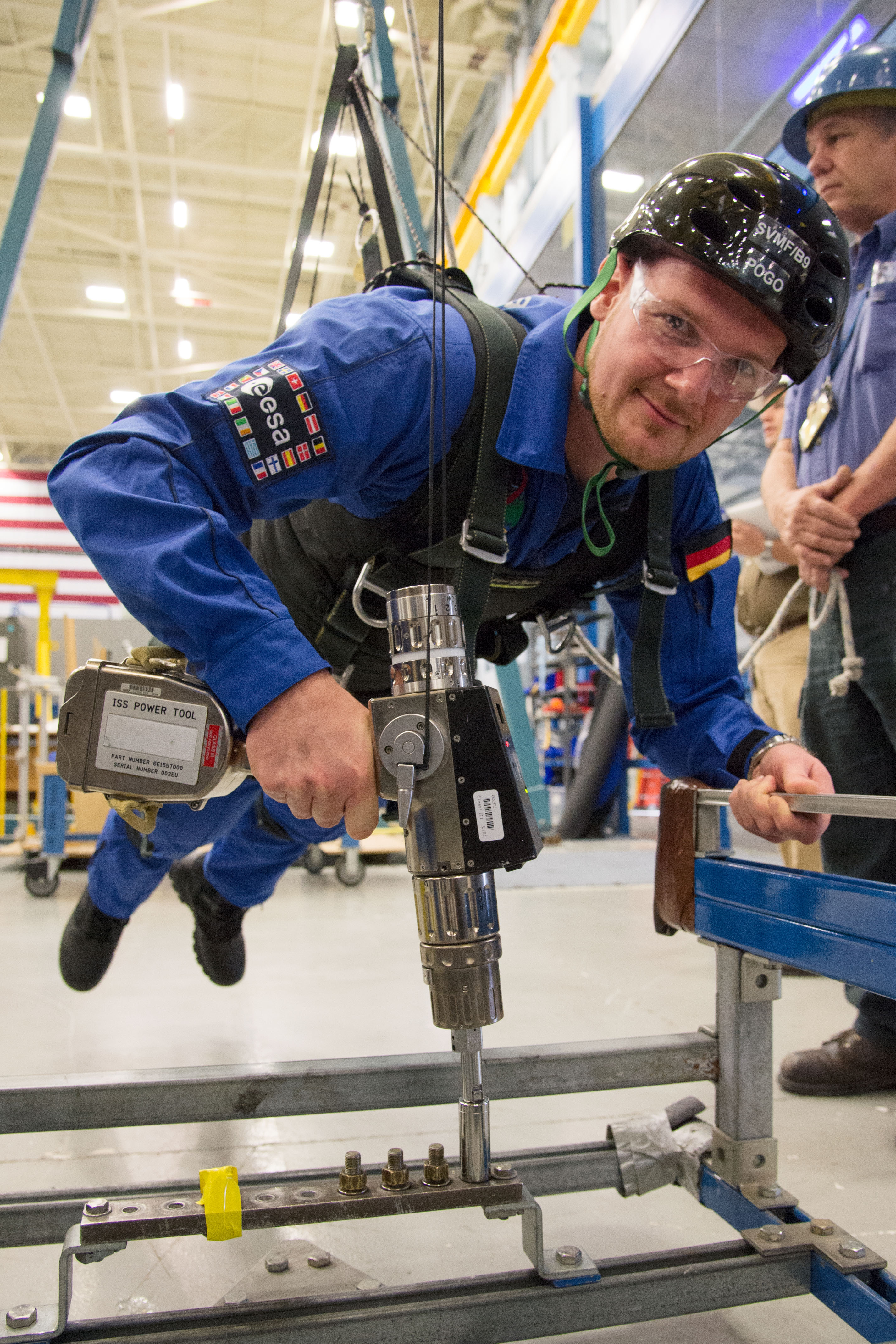
Aleksander Gerst - trening wyjścia w przestrzeń kosmiczną (14 maja 2013)
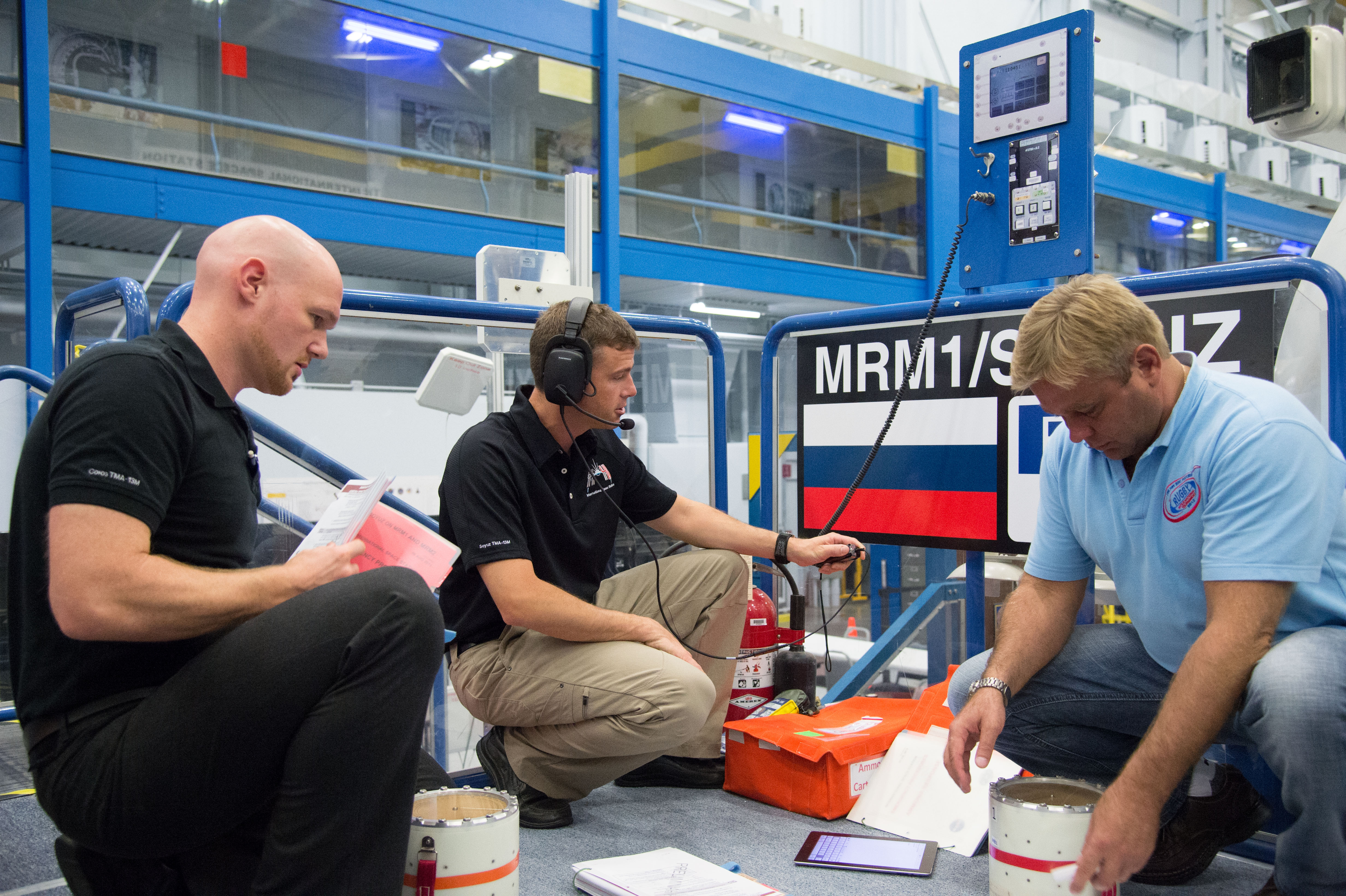
Załoga podczas treningu (17 września 2013)
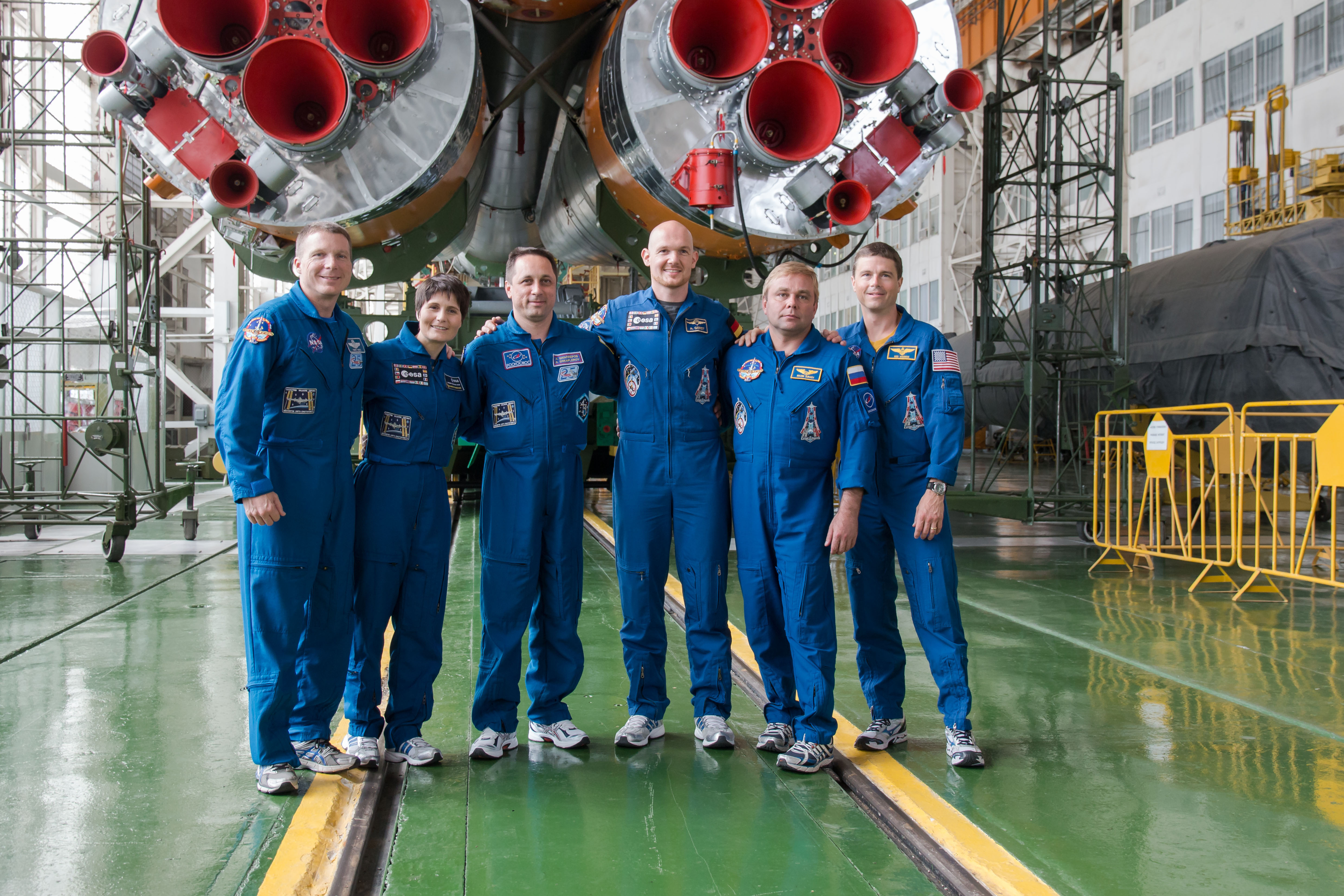
Załoga podstawowa i zapasowa, na tle silników I stopnia rakiety Sojuz (24 maja 2014)
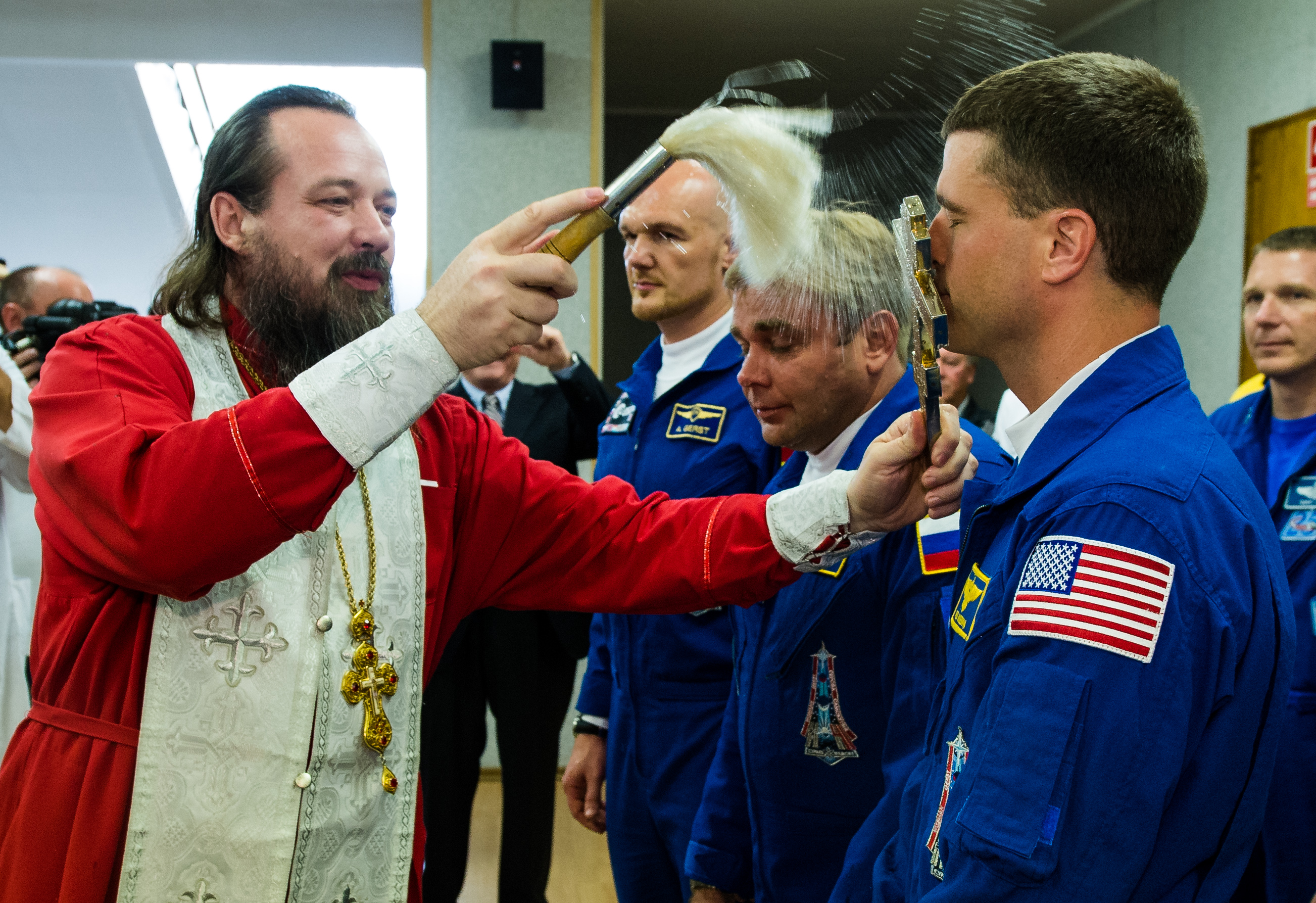
Błogosławieństwo przed startem (28 maja 2014)
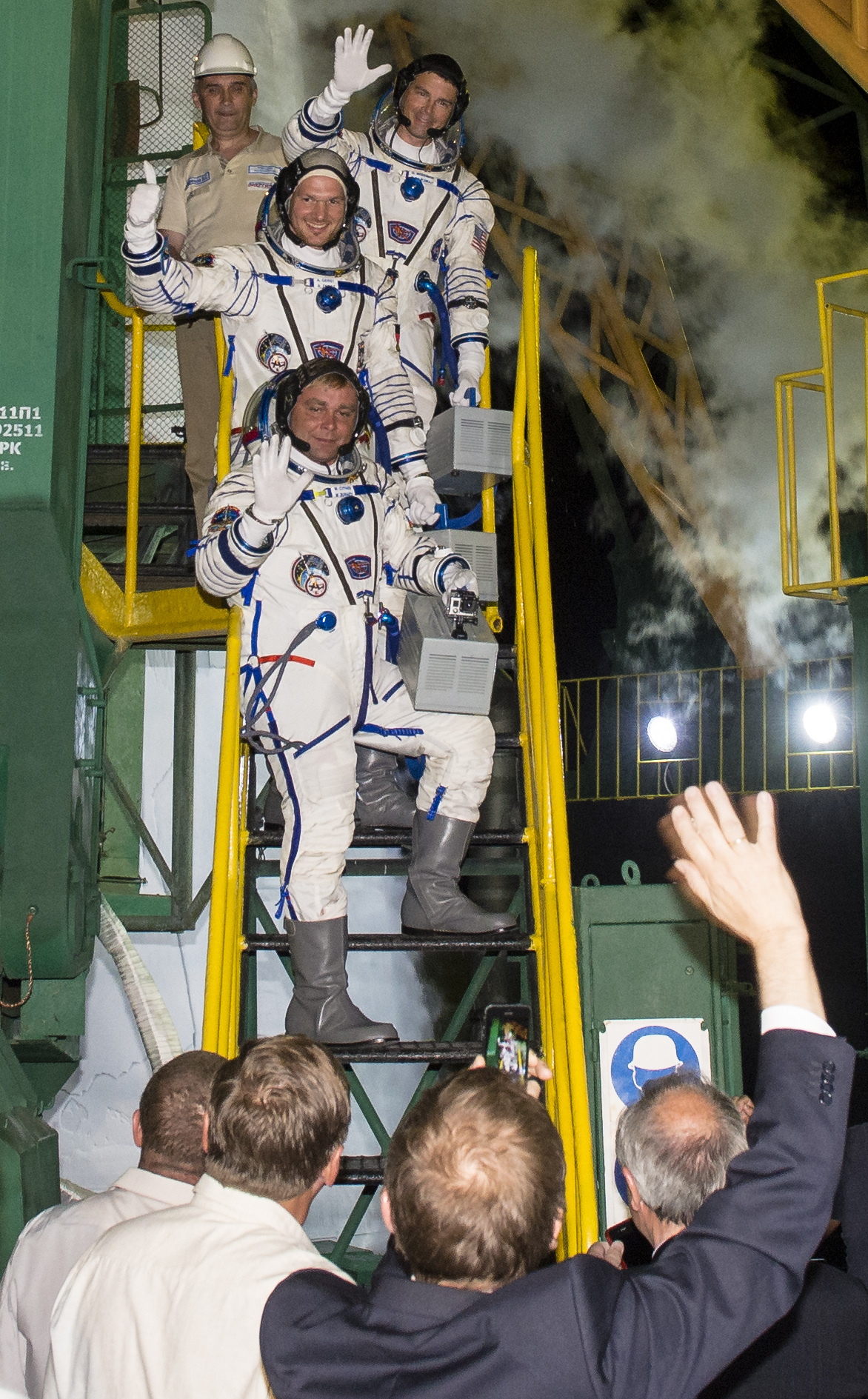
Wejście na pokład (28 maja 2014)
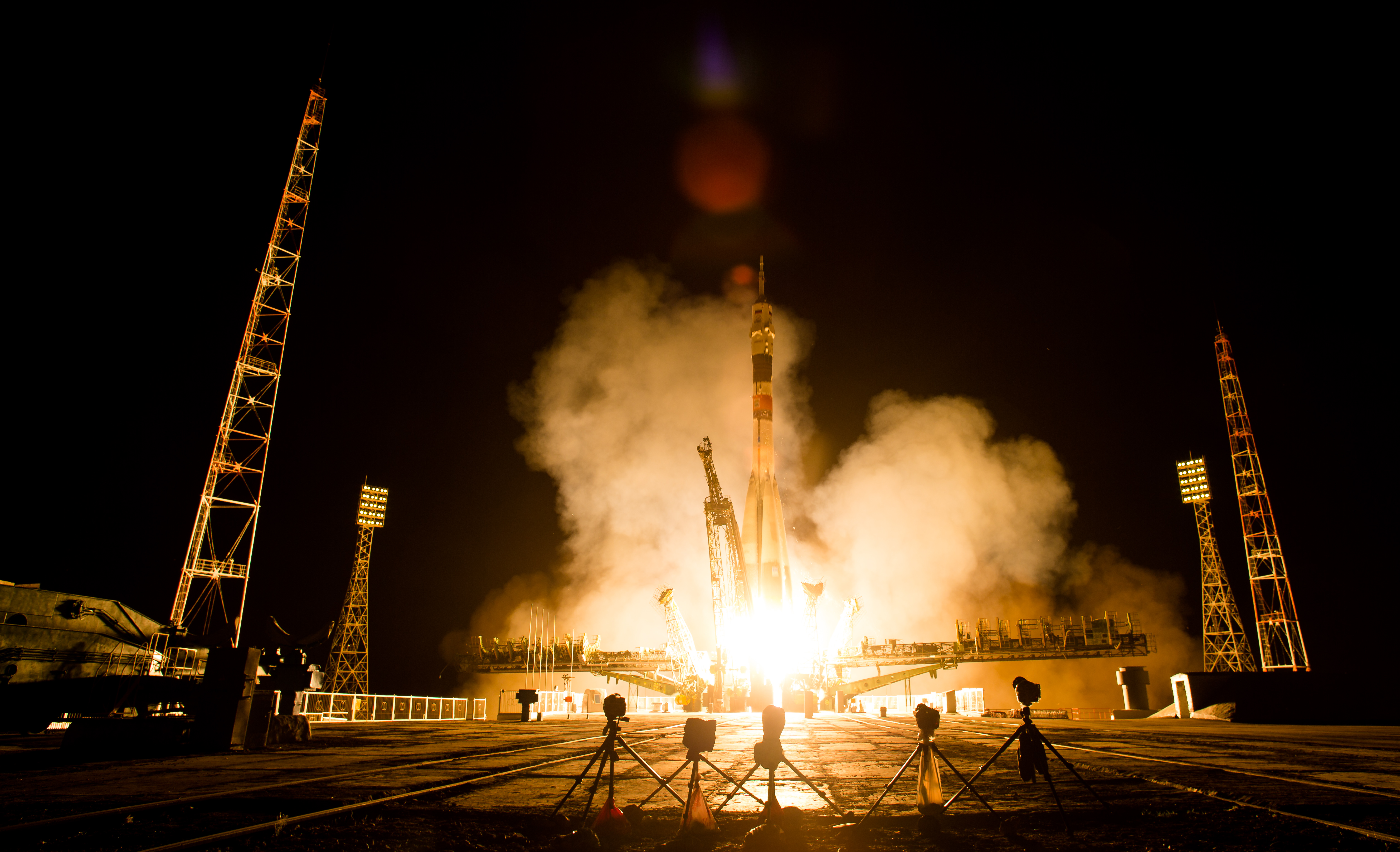
Start (28 maja 2014)
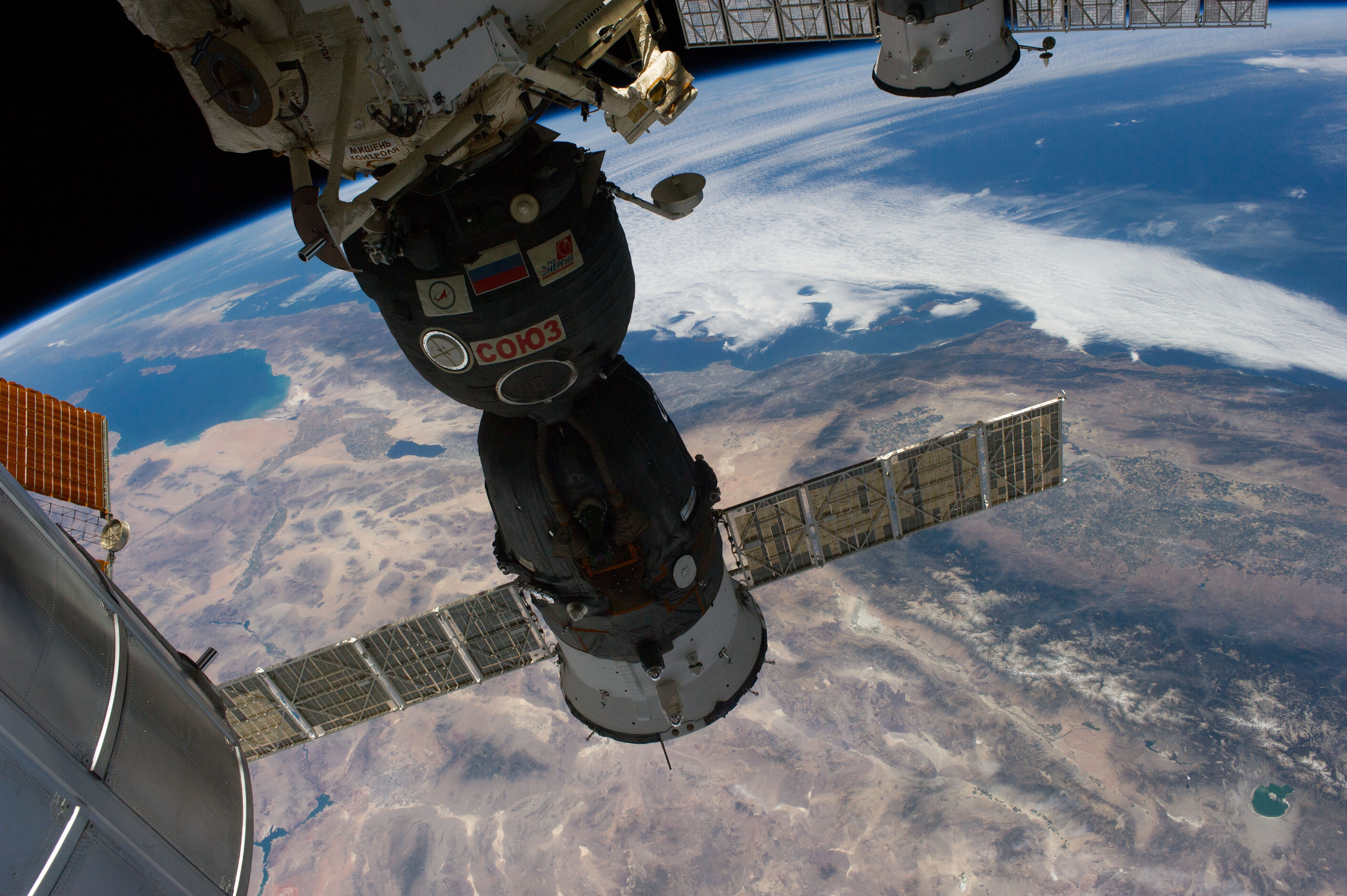
Statek połączony z ISS (23 czerwca 2014)
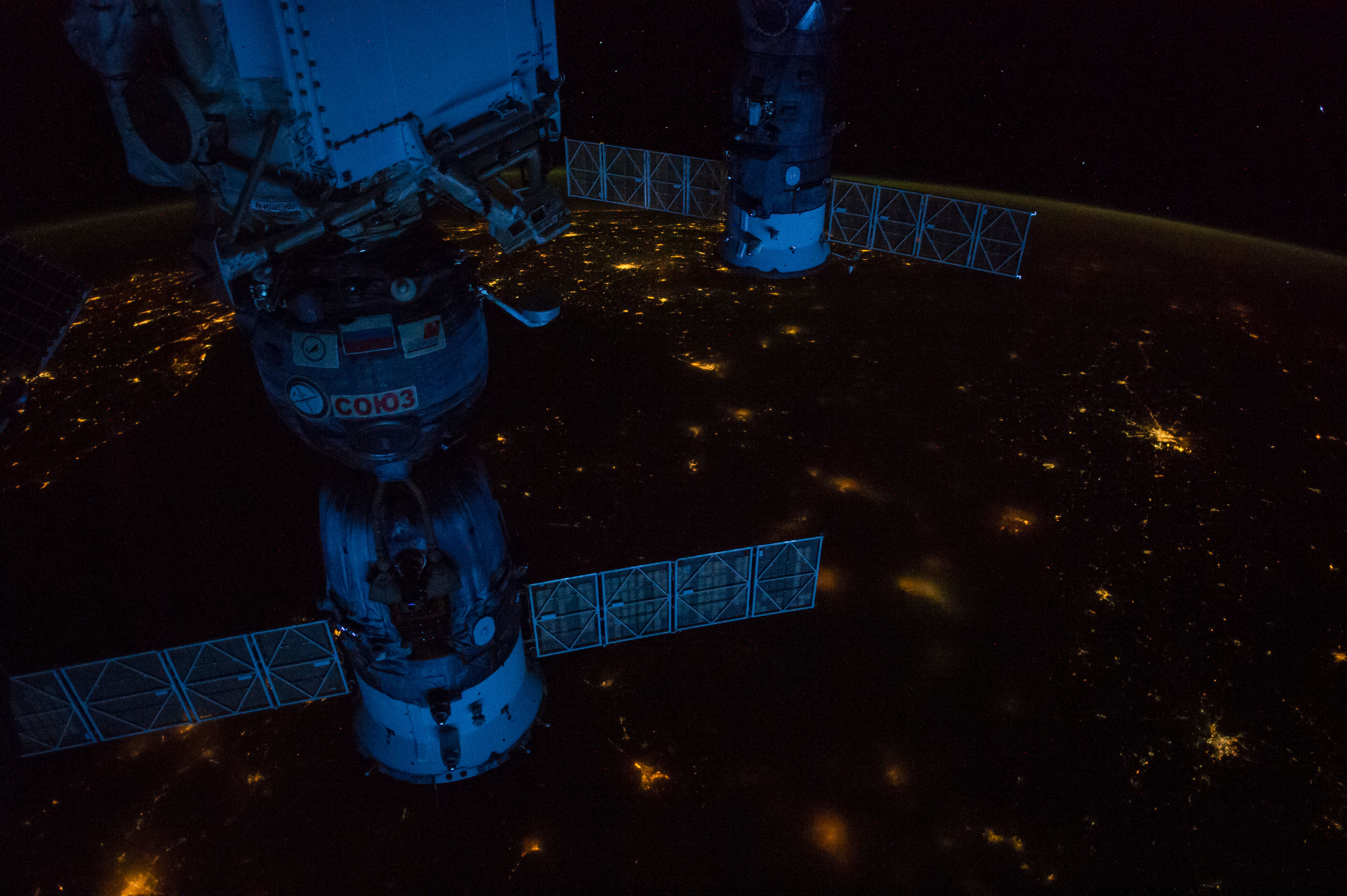
Sojuz TMA-13M i Progress M-24M przycumowane do MSK, w nocy (1 października)
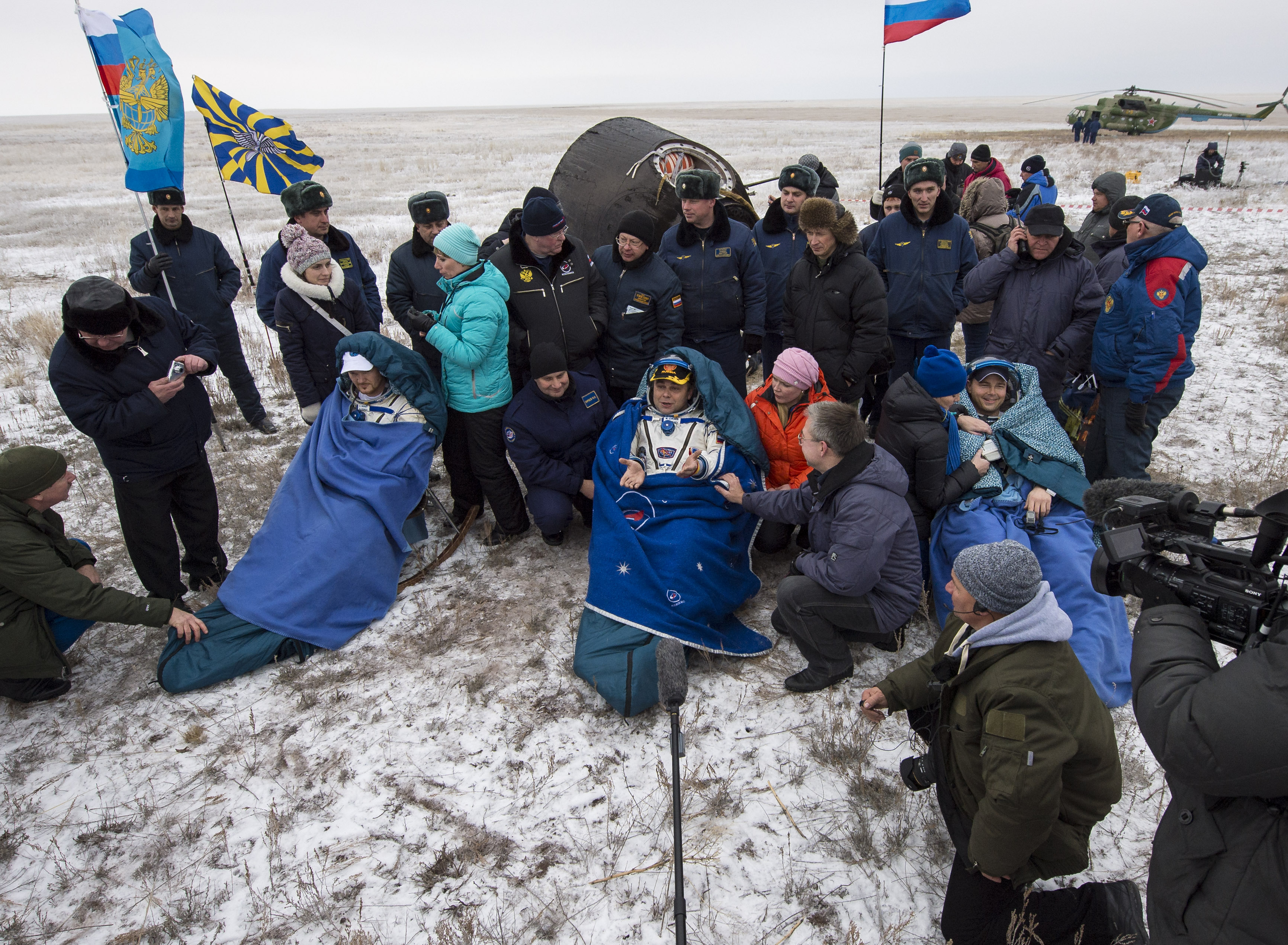
Po wylądowaniu (10 listopada 2014)
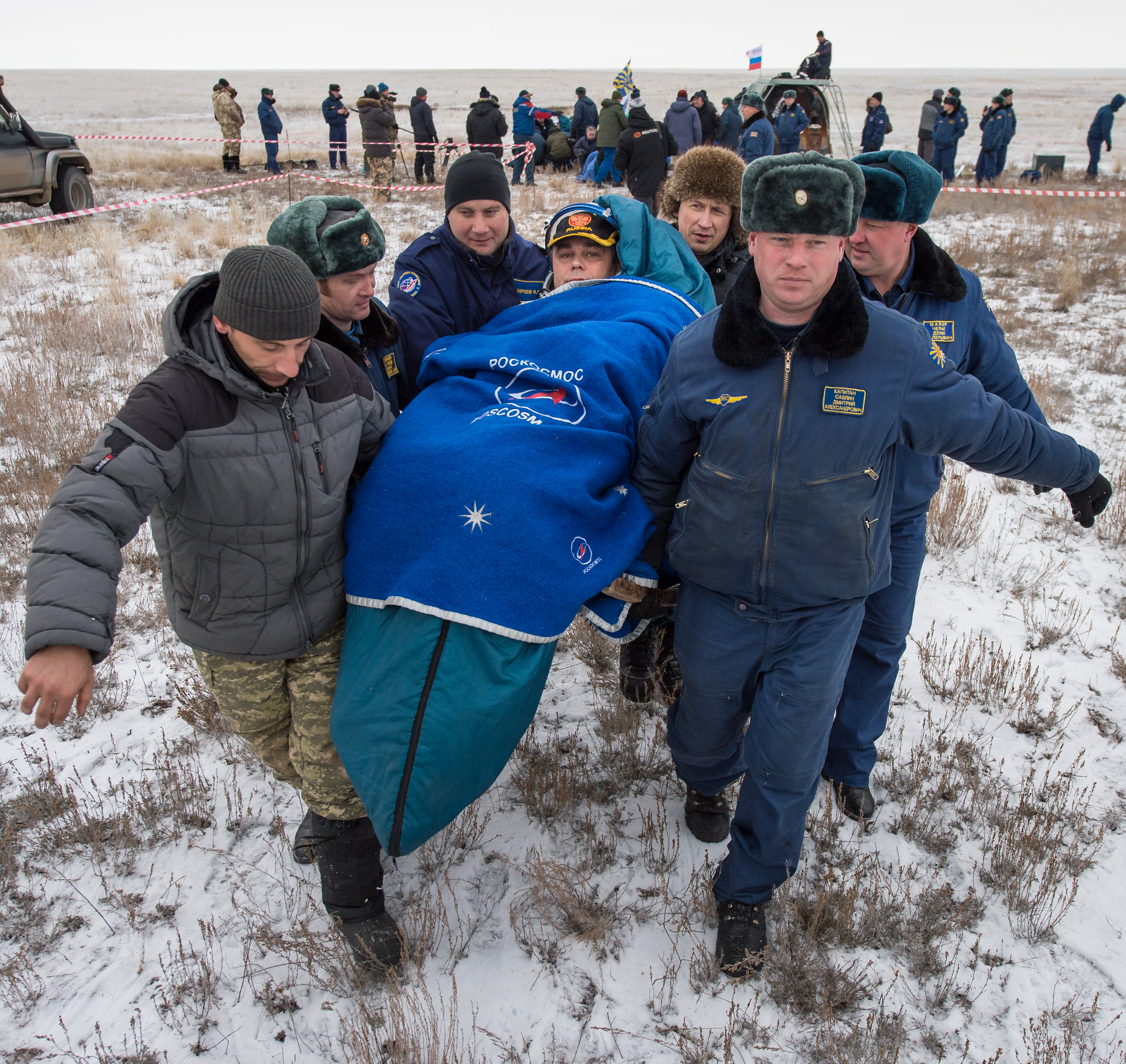
Po lądowaniu (Surajew) (10 listopada 2014)